# Lucas Oil 200
Das Lucas Oil 200 ist ein seit 2000 ausgetragenes Autorennen der NASCAR Camping World Truck Series, welches auf dem Dover International Speedway in Dover, Delaware stattfindet. Das Rennen geht über eine Distanz von 200 Meilen (321,87 Kilometer), was 200 Runden entspricht. Die Renndistanz hat sich seit der ersten Austragung nicht verändert. Von der ersten Austragung im Jahre 2000 bis zum Jahre 2005 sponserte MBNA dieses Rennen, wechselte in der Zeit aber des Öfteren den Rennnamen. Seit 2006 ist die American Automobile Association, kurz AAA, Hauptsponsor des Rennens.
Zweimal in der Geschichte erzielten Fahrer ihren ersten Camping-World-Truck-Series-Sieg in diesem Rennen. Der Erste, dem dies gelang, war Chad Chaffin, der im Rennen des Jahres 2004 58 Runden anführte und am Ende Rick Crawford und Hank Parker jr. auf die Plätze verwies. Im Jahre 2008 gelang es auch dem ehemaligen Formel-1-Rennfahrer Scott Speed, in diesem Rennen seinen ersten Sieg zu feiern und das in seinem erst sechsten Rennen in der Serie.

## Ergebnisse
| Saison | Rennen                       | Pole-Position                   | Sieger                          | Siegprämie ($) | Distanz (Meilen) | Ø-Geschwindigkeit (mph) |
| ------ | ---------------------------- | ------------------------------- | ------------------------------- | -------------- | ---------------- | ----------------------- |
| 2000   | MBNA E-Commerce.com 200      | Kurt Busch (Ford)               | Kurt Busch (Ford)               | 50.640         | 203              | 97,168                  |
| 2001   | MBNA E-Commerce.com 200      | Scott Riggs (Dodge)             | Scott Riggs (Dodge)             | 47.335         | 200              | 99,256                  |
| 2002   | MBNA America 200             | Rick Crawford (Ford)            | Ted Musgrave (Dodge)            | 49.785         | 200              | 104,545                 |
| 2003   | MBNA Armed Forces Family 200 | Bobby Hamilton (Dodge)          | Jason Leffler (Dodge)           | 52.485         | 200              | 97,232                  |
| 2004   | MBNA America 200             | Carl Edwards (Ford)             | Chad Chaffin (Dodge)            | 55.260         | 200              | 98,996                  |
| 2005   | MBNA RacePoints 200          | David Starr (Chevrolet)         | Kyle Busch (Chevrolet)          | 56.235         | 200              | 96,735                  |
| 2006   | AAA Insurance 200            | David Reutimann (Toyota)        | Mark Martin (Ford)              | 56.575         | 200              | 120,2                   |
| 2007   | AAA Insurance 200            | Mike Skinner (Toyota)           | Ron Hornaday junior (Chevrolet) | 59.800         | 200              | 107,463                 |
| 2008   | AAA Insurance 200            | Mike Skinner (Toyota)           | Scott Speed (Toyota)            | 67.525         | 200              | 100,279                 |
| 2009   | AAA Insurance 200            | Ron Hornaday junior (Chevrolet) | Brian Scott (Toyota)            | 63.175         | 200              | 92,819                  |
| 2010   | Dover 200                    | Aric Almirola (Toyota)          | Kyle Busch (Toyota)             | 59.100         | 204              | 97,881                  |
| 2011   | Lucas Oil 200                | Justin Marks (Chevrolet)        | Kyle Busch (Toyota)             | 41.900         | 200              | 99,695                  |
| 2012   | Lucas Oil 200                | Todd Bodine (Chevrolet)         | Kevin Harvick (Toyota)          | 41.000         | 147              | 81,667                  |
| 2013   | Lucas Oil 200                | unbekannt                       | unbekannt                       |                |                  |                         |

Anmerkungen
1. 1 2  Das Rennen wurde mittels des Green-White-Checkered-Finish beendet
2. ↑  Abbruch nach Starkregen